# Орегон
Орегон (енгл. Oregon, IPA изговор: //), држава је на западу САД на Тихом Океану. Граничи се са Калифорнијом, Вашингтоном, Ајдахом и Невадом. Северна граница је река Колумбија, а источна је река Снејк Ривер.
Два планинска ланца који се протежу линијом север-југ — Обалне Пацифичке планине и Каскадне планине окружују долину Виламет, један од најобрађенијих и пољопривредно најпродуктивнијих региона у свету.
Земљиште Орегона је једно од најразноликијих у САД. Држава је добро позната по својим равним, густим шумама и линији обале дуж Пацифика. Поред тога ту су још и прерије и пустиње које покривају скоро половину државе на истоку и северу. Ово је и једно од неколико места на северној хемисфери где је могуће скијање, са обезбеђеном услугом ски лифтова, током целе године.
Број становника према попису становништва из 2000. износио је 3.421.399, што је повећање од 20,4% у односу на 1990. Институције надлежне за попис сматрају да је број становника у 2008. досегао број од отприлике 3.790.060 особа.
Већи градови су: Портланд, Јуџин, Медфорд и Сејлем.

## Демографија
| 1900.   | 1910.   | 1920.   | 1930.   | 1940.     | 1950.     | 1960.     | 1970.     | 1980.     | 1990.     | 2000.     | 2010.     |
| ------- | ------- | ------- | ------- | --------- | --------- | --------- | --------- | --------- | --------- | --------- | --------- |
| 413.536 | 672.765 | 783.389 | 953.786 | 1.089.684 | 1.521.341 | 1.768.687 | 2.091.533 | 2.633.156 | 2.842.321 | 3.421.399 | 3.831.074 |

## Клима
Клима Орегона је углавном блага. У области западно од Каскадних планина влада океанска клима. Клима варира од подручја мешовитих прашума умерених подручја на западу, до високих полусувих пустиња на истоку. Југозапад Орегона, посебно Долина Роуг (енгл. Rogue Valley), има медитеранску климу са сувим и сунчаним зимама и врућим летима, сличну клими северне Калифорније.
На североистоку Орегона клима је степска, а у високим подручјима је субарктичка. Попут западне Европе, клима Орегона и целог пацифичког северозапада је топла с обзиром на географску ширину. Зиме су далеко блаже него подручја сличне географске ширине и надморске висине у Онтарију, Квебеку, Средњем западу и Новој Енглеској.
Пацифик има кључни утицај на климу западног Орегона. Западна трећина Орегона има веома влажне зиме, пролећа и јесени са умерено до много падавина и сува лета. Релативна влажност ваздуха у западном Орегону је висока, изузев лети. Источни Орегон има ниску влажност ваздуха током целе године.
Источни и централни Орегон има хладне зиме са пуно снега и врло сува лета. Већина овог подручја има полупустињску или пустињску климу, као и цео Велики басен на западу САД. Изузетак су планине Блу (енгл. Blue Mountains (Pacific Northwest)) у којима има довољно влажности и где постоје велике шуме.
Снежне падавине су обилне у већини државе Орегон, али 70% становништва живи у долини Виламет где су зиме посебно благе и где годишње падне мало снега.
Највиша регистрована температура у Орегону била је 48 °C (Пендлтон, 10. август 1898), а најнижа -48 °C (Сенека, 10. фебруар 1933).